# Judziki (województwo podlaskie)
Judziki – wieś w Polsce położona w województwie podlaskim, w powiecie augustowskim, w gminie Bargłów Kościelny.
W latach 1975–1998 miejscowość administracyjnie należała do województwa suwalskiego.
W 1937 w Judzikach odkryto cmentarzysko ludności bałtyjskiej z II-III w. n.e.
W okresie międzywojennym w miejscowości stacjonowała placówka Straży Celnej „Judziki” a następnie placówka Straży Granicznej I linii „Judziki”.